# 京都市立西京極小学校
京都市立西京極小学校（きょうとしりつ にしきょうごくしょうがっこう）は、京都府京都市右京区西京極にある公立小学校。

## 沿革

### 川勝寺小学校
- 1872年（明治5年）
  - 7月15日 - 川勝寺村役場に併設し開校[1]。
- 1885年（明治18年） - 郡村の郡小学校を合併[2]。

### 京極小学校
- 1889年（明治22年） - 京極村の発足により改称。

### 京極尋常高等小学校
- 1918年（大正7年） - 葛野郡第三高等小学校の解散に伴い、尋常高等小学校に改組。
- 1919年（大正8年） - 実業補習学校を附設。
- 1924年（大正13年） - 現在地に校舎移転。

### 西京極尋常高等小学校
- 1931年（昭和6年） - 京極村の京都市編入に伴い、京極尋常小学校との混同を避けるため改称[1]。
- 1934年（昭和9年）
  - 9月21日 - 室戸台風で校舎が罹災[3]。
- 1935年（昭和10年）
  - 6月 - 京都大水害により校舎に被害[4]。
  - 10月1日 - 実業補習学校を実業青年学校に改組。
- 1936年（昭和11年）- 実業青年学校から実務女学校が分離。

### 西京極国民学校
- 1941年（昭和16年）- 国民学校令により改称。

### 西京極小学校
- 1947年（昭和22年）- 学制改革により改称。
- 1970年（昭和45年）- 葛野分校を設置。
- 1971年（昭和45年）- 葛野分校が京都市立葛野小学校として独立。
- 1976年（昭和51年）- 西分校を設置。
- 1977年（昭和52年）- 西分校が京都市立西京極西小学校として独立。

## 学区の変遷
| 明治5年 - 明治18年  | 明治18年 - 明治22年       | 明治22年 - 昭和6年 | 昭和6年 - 昭和46年      | 昭和46年 - 昭和52年 | 昭和52年 - 現在 |
| ------------------- | ------------------------- | ------------------ | ----------------------- | ------------------- | --------------- |
| 川勝寺 （川勝寺村） | 川勝寺 （川勝寺村・郡村） | 京極 （京極村）    | 西京極 （京都市右京区） | 西京極              | 西京極          |
| 川勝寺 （川勝寺村） | 川勝寺 （川勝寺村・郡村） | 京極 （京極村）    | 西京極 （京都市右京区） | 西京極              | 西京極西        |
| 郡 （郡村）         | 川勝寺 （川勝寺村・郡村） | 京極 （京極村）    | 西京極 （京都市右京区） | 葛野                | 葛野            |

## 学区が隣接している学校
- 京都市立西京極西小学校
- 京都市立葛野小学校
- 京都市立西院小学校
- 京都市立七条第三小学校
- 京都市立西大路小学校
- 京都市立祥豊小学校